# Rumpi
Rumpi is een bestuurslaag in het regentschap Gayo Lues van de provincie Atjeh, Indonesië. Rumpi telt 315 inwoners (volkstelling 2010).